# Odilo Pedro Scherer
Odilo Pedro Scherer (Cerro Largo, 21 settembre 1949) è un cardinale e arcivescovo cattolico brasiliano, dal 21 marzo 2007 arcivescovo metropolita di San Paolo.

## Biografia
Nasce a Cerro Largo, nel Rio Grande do Sul in Brasile, il 21 settembre 1949. Figlio di Edwino Scherer e Francisca Wilma Steffens, è discendente di emigrati tedeschi della regione della Saarland. È parente dello scomparso cardinale Vicente Scherer.

### Formazione e ministero sacerdotale
Frequenta il seminario minore São José e poi quello maggiore Rainha dos Apóstolos di Curitiba; compie gli studi teologici allo Studium theologicum, nella stessa città. In seguito studia presso la facoltà di educazione all'università di Passo Fundo, dal 1970 al 1975.
Il 7 dicembre 1976 è ordinato presbitero, a Quatro Pontes, dal vescovo Armando Círio per la diocesi di Toledo.
Dopo l'ordinazione diviene rettore e professore nel seminario diocesano São José a Cascavel. Dal 1979 al 1982 e ancora nel 1993 è rettore e professore nel seminario diocesano Maria Mãe da Igreja, a Toledo. Dal 1980 al 1985 ricopre l'incarico di professore di filosofia alla facoltà di scienze umane Arnaldo Busatto e, dal 1985 al 1994, quello di professore presso l'Universidade Estadual do Oeste do Paraná, entrambe a Toledo. Nel 1985 è insegnante di teologia presso l'Istituto teologico Paulo VI di Londrina.
Dal 1985 al 1988 è vicario parrocchiale della parrocchia São Pedro e São Paulo e successivamente parroco della cattedrale di Cristo Re, a Toledo, e membro della Commissione nazionale per il clero della Conferenza nazionale dei vescovi del Brasile. Trasferitosi a Roma, presso la Pontificia Università Gregoriana consegue il dottorato in teologia nel 1991. Nel biennio 1991-1992 è rettore del seminario teologico di Cascavel, mentre dal 1991 al 1993 è direttore e professore del centro interdiocesano di teologia di Cascavel. Dal 1992 al 1993 è anche membro della commissione teologica del Regional Sul II.
Tornato a Roma, dal gennaio 1994 alla nomina episcopale ricopre l'incarico di officiale della Congregazione per i vescovi; al contempo presta la sua opera pastorale presso la parrocchia dei Santi Francesco e Caterina Patroni d'Italia e come cappellano della casa di cura delle Ancelle francescane del Buon Pastore. Nel 1996 ottiene un master in filosofia alla Gregoriana.

### Ministero episcopale e cardinalato
Il 28 novembre 2001 papa Giovanni Paolo II lo nomina vescovo ausiliare di San Paolo, assegnandogli la sede titolare di Novi. Il 2 febbraio 2002 riceve l'ordinazione episcopale, nella cattedrale di Cristo Re a Toledo, dal cardinale Cláudio Hummes, arcivescovo metropolita di San Paolo, co-consacranti Armando Círio, arcivescovo emerito di Cascavel, e Anuar Battisti, vescovo di Toledo. Il 9 marzo seguente inizia il suo incarico nell'arcidiocesi paulista.
Dal 2003 al 2007 è segretario generale della Conferenza nazionale dei vescovi del Brasile.
Il 21 marzo 2007 papa Benedetto XVI lo nomina arcivescovo metropolita di San Paolo; succede al cardinale Cláudio Hummes, precedentemente nominato prefetto della Congregazione per il clero. Il 29 aprile prende possesso dell'arcidiocesi.
Nel concistoro del 24 novembre 2007 lo stesso papa lo crea cardinale presbitero di Sant'Andrea al Quirinale; il 17 febbraio 2008 prende possesso del titolo cardinalizio.
Il 12 e il 13 marzo 2013 partecipa come cardinale elettore al conclave, durante il quale è considerato un candidato papabile dagli organi mediatici, che elegge al quinto scrutinio papa Francesco.
Dal 15 maggio 2019 al 17 maggio 2023 è stato primo vicepresidente del Consiglio episcopale latinoamericano.
Il 7 e 8 maggio 2025 ha partecipato come cardinale elettore al conclave che ha portato all'elezione di papa Leone XIV.
È nominato membro della Congregazione per il clero il 12 giugno 2008, del Pontificio consiglio per la promozione della nuova evangelizzazione il 5 gennaio 2011, della Congregazione per l'educazione cattolica il 30 novembre 2013, e del Consiglio per l'economia il 6 agosto 2020. È stato membro della Commissione cardinalizia di vigilanza dell'Istituto per le opere di religione e del Consiglio di Cardinali per lo studio dei problemi organizzativi ed economici della Santa Sede.

## Araldica
Blasonatura
Interzato in pergola: nel 1º d'oro, alla croce di rosso, raggiata d'azzurro, accompagnata nel cantone destro della punta da una stella a 5 punte dello stesso; nel 2º di verde, al libro aperto d'argento; nel 3º d'azzurro, al pane spezzato d'oro.
Interpretazione
Lo stemma del cardinale Scherer è realizzato secondo le tradizionali regole dell'araldica ecclesiastica.
In particolare, nel primo quarto il campo è d'oro, perché è il colore della nobiltà, della generosità e dell'ardore. In esso è presente una Croce, che è il simbolo principale della fede cristiana e strumento per la nostra redenzione. Il suo colore è rosso perché sta ad indicare sia il fuoco della carità che deve ardere nel cuore del vescovo sia il martirio dell'apostolo San Paolo, patrono dell'arcidiocesi che porta il suo nome e dell'omonimo stato brasiliano. Da questa Croce, poi, fuoriescono dei raggi azzurri, simbolo della luce di Cristo, mentre ai suoi piedi è posta una stella, che rappresenta la Vergine Maria, che rimase ai piedi della Croce accanto al suo Divin Figlio. Il colore azzurro di questa stella simboleggia la giustizia, la serenità, la fortezza e la nobiltà.
Il campo verde del 2º quarto rappresenta la speranza, la libertà, l'abbondanza e l'amicizia, e il libro aperto è un riferimento sia al Vangelo che all'apostolo Paolo.
Infine, il campo azzurro, assume sia il significato descritto sopra, riguardante il colore della stella, sia anche il firmamento celeste e il manto della Vergine Santissima. Il pane, presente in questa partizione, simboleggia il sacramento dell'eucaristia, che viene rappresentato spezzato, sia per indicare la fraternità sia per ricordare il mandato del Signore di fare memoria di Lui nella Santa Messa.

## Genealogia episcopale e successione apostolica
La genealogia episcopale è:
- Cardinale Scipione Rebiba
- Cardinale Giulio Antonio Santori
- Cardinale Girolamo Bernerio, O.P.
- Arcivescovo Galeazzo Sanvitale
- Cardinale Ludovico Ludovisi
- Cardinale Luigi Caetani
- Cardinale Ulderico Carpegna
- Cardinale Paluzzo Paluzzi Altieri degli Albertoni
- Papa Benedetto XIII
- Papa Benedetto XIV
- Papa Clemente XIII
- Cardinale Marcantonio Colonna
- Cardinale Giacinto Sigismondo Gerdil, B.
- Cardinale Giulio Maria della Somaglia
- Cardinale Carlo Odescalchi, S.I.
- Vescovo Eugène de Mazenod, O.M.I.
- Cardinale Joseph Hippolyte Guibert, O.M.I.
- Cardinale François-Marie-Benjamin Richard de la Vergne
- Cardinale Pietro Gasparri
- Cardinale Carlo Chiarlo
- Cardinale Alfredo Vicente Scherer
- Cardinale Aloísio Leo Arlindo Lorscheider, O.F.M.
- Cardinale Cláudio Hummes, O.F.M.
- Cardinale Odilo Pedro Scherer

La successione apostolica è:
- Vescovo Tarcísio Scaramussa, S.D.B. (2008)
- Vescovo Antônio Carlos Rossi Keller (2008)
- Arcivescovo Antônio Emídio Vilar, S.D.B. (2008)
- Vescovo Milton Kenan Júnior (2009)
- Arcivescovo Júlio Endi Akamine, S.A.C. (2011)
- Vescovo Elio Rama, I.M.C. (2012)
- Vescovo José Roberto Fortes Palau (2014)
- Vescovo Carlos Lema Garcia (2014)
- Vescovo Devair Araújo da Fonseca (2015)
- Vescovo Eduardo Vieira dos Santos (2015)
- Vescovo Luiz Carlos Dias (2016)
- Vescovo José Benedito Cardoso (2019)
- Vescovo Jorge Pierozan (2019)
- Arcivescovo Ângelo Ademir Mezzari, R.C.I. (2020)
- Vescovo Carlos Silva, O.F.M.Cap. (2021)
- Vescovo Rogério Augusto das Neves (2022)
- Vescovo Cicero Alves de França (2022)
- Vescovo Valdir José de Castro, S.S.P. (2022)
- Vescovo Algacir Munhak, C.S. (2022)
- Vescovo Edilson de Souza Silva (2024)